# Ácido húmico
O ácido húmico é o principal componente das substâncias húmicas, que por sua vez é o principal constituinte orgânico do solo, turfa e carvão. É além disso o principal componente orgânico de diversos corpos de água, lagos distróficos e também dos oceanos. 

Exemplo de um ácido húmico típico, com uma variedade de componentes além de uma molécula de acúçar

É produzido a partir da biodegradação da matéria orgânica morta. Não é um ácido único sendo na verdade uma complexa mistura de diversos ácidos contendo grupamentos carboxila e fenóis de modo que a mistura comporta-se como um ácido dibádico e ocasionalmente tribásico. Ácidos húmicos são encontrados complexados com íons que são comumente encontrados no meio ambiente, dando origem à colóides húmicos. Ácidos húmicos, de forma similar aos fúlvicos, são utilizados como insumos suplementares para melhorar o solo para agricultura, sendo raramente utilizados como um suplemento para alimentação humana. 
A presença de ácido úmico na água destinada ao consumo humano ou uso industrial pode ter um impacto significante nas possibilidades de tratamento dessa água e no sucesso de desinfecção por meio de processos químicos. Métodos precisos são capazes de estabelecer a concentração de ácidos húmicos, uma informação de vital importância para a manutenção do abastecimento de água, especialmente tratando-se de reservas hídricas situadas em terreno turfoso em zonas de clima temperado.